# Caridinides wilkinsi
Caridinides wilkinsi е вид десетоного от семейство Atyidae. Видът не е застрашен от изчезване.

## Разпространение и местообитание
Разпространен е в Австралия (Куинсланд и Северна територия).
Обитава сладководни и полусолени басейни и морета.